# Kwarc mleczny

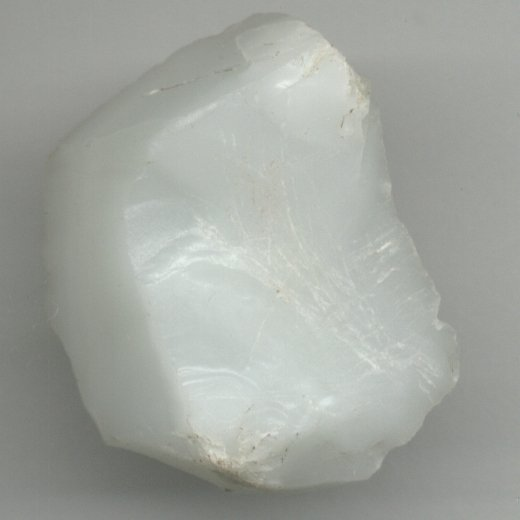
Kwarc mleczny

Kwarc mleczny – odmiana kwarcu, którego charakterystyczne mleczne zabarwienie jest wynikiem obecności dużej liczby rozproszonych kropelek cieczy oraz pęcherzyków wypełnionych dwutlenkiem węgla. Intensywność mlecznego zabarwienia zależy od liczby i rozmiaru pęcherzyków. Nieliczne okazy mogą zawierać małe ilości złota.

## Występowanie
Białe kwarce żyłowe występują w Polsce w wielu miejscach na Dolnym Śląsku i w Tatrach. W Górach Izerskich w kopalni „Stanisław” kwarc mleczny eksploatowany był do celów przemysłowych, głównie do wyrobu szkła.
Miejsca występowania: USA – duże złoża o zabarwieniu mlecznobiałym, Rosja (Ural) – kwarcowe żyły zawierające często złoto, a ponadto Brazylia, Madagaskar, Namibia, Alpy.

## Zastosowanie
Kwarc mleczny jest cennym surowcem czystego kwarcu dla przemysłu. Jest rzadko używany jako kamień szlachetny. Zwykle w postaci kaboszonów do wyrobu drobnej biżuterii. Kamienie mlecznobiałe, przeświecające, zawierające wtrącenia złota osiągają na rynku znaczne ceny. Po wypolerowaniu w formie kaboszonu bywa mylony z opalem.